# خانچالی
خانچالی (روسی: Ханчалы) یک رودخانه در استان یاقوتستان کشور روسیه است.